# San Pedro Xochiteotla
San Pedro Xochiteotla är en ort i Mexiko.   Den ligger i kommunen Chiautempan och delstaten Tlaxcala, i den sydöstra delen av landet, 100 km öster om huvudstaden Mexico City. San Pedro Xochiteotla ligger 2 453 meter över havet och antalet invånare är 2 421.
Terrängen runt San Pedro Xochiteotla är kuperad åt sydost, men åt nordväst är den platt. Runt San Pedro Xochiteotla är det ganska tätbefolkat, med 230 invånare per kvadratkilometer. Närmaste större samhälle är Tlaxcala de Xicohtencatl, 6,4 km väster om San Pedro Xochiteotla. I omgivningarna runt San Pedro Xochiteotla växer i huvudsak blandskog.